# David Moroder
David Moroder (1931-1997) fue un deportista italiano que compitió en luge en las modalidades individual y doble. Ganó dos medallas en el Campeonato Mundial de Luge, bronce en 1959 y plata en 1961.

## Palmarés internacional
| Campeonato Mundial | Campeonato Mundial        | Campeonato Mundial | Campeonato Mundial |
| Año                | Lugar                     | Medalla            | Prueba             |
| ------------------ | ------------------------- | ------------------ | ------------------ |
| 1959               | Villard-de-Lans (Francia) | Medalla de bronce  | Individual         |
| 1961               | Girenbad (Suiza)          | Medalla de plata   | Doble              |